# Zoltán Hercegfalvi
Zoltán Hercegfalvi (Budapest, 31 dicembre 1979) è un ex calciatore ungherese, di ruolo attaccante.

## Carriera

### Club
Si è iscritto al settore giovanile della squadra del Budapest Honvéd all'età di 6 anni, e ha giocato sempre nel settore giovanile prima di fare la sua apparizione in prima squadra nel 1998. Ha giocato nel club fino al 2003, e successivamente è passato alle altre squadre ungheresi del Videoton Székesfehérvár e del Lombard-Pápa TFC, e nello Slavia Praga, nella Repubblica Ceca, prima di ritornare al Budapest Honvéd nel 2006.
Il 28 luglio 2009 si è trasferito ai Kansas City Wizards.

### Nazionale
È stato convocato tre volte per la nazionale ungherese.